# Filtgömming
Filtgömming (Lasiosphaeria ovina) är en svampart som först beskrevs av Christiaan Hendrik Persoon, och fick sitt nu gällande namn av Ces. & De Not. 1863. Filtgömming ingår i släktet Lasiosphaeria och familjen Lasiosphaeriaceae.  Arten är reproducerande i Sverige. Inga underarter finns listade i Catalogue of Life.